# Gelbspritzmittel
Gelbspritzmittel (auch Gelbkarbolineum) bestehen aus Dinitrokresol und einem Teeröl auf Erdölbasis. Sie wurden als Winterspritzmittel zur Bekämpfung von Schädlingseiern (Frostspanner, Spinnmilben) im Obstbau von 1940 bis etwa 1975 eingesetzt. Die Gelbspritzmittel verdrängten das vorher eingesetzte Obstbaumkarbolineum als wichtigstes Ovizid.
Als günstigster Spritztermin galten die Monate März und April (Knospenaufbruch bis Mausohrstadium).